# 17250 Genelucas
17250 Genelucas (2000 GW122) là một tiểu hành tinh vành đai chính được phát hiện ngày 11 tháng 4 năm 2000 bởi C. W. Juels ở Fountain Hills.